# Théâtre populaire de Bretagne
Le Théâtre populaire de Bretagne est une troupe théâtrale fondée par Jean Moign au début des années 1960. Elle a joué aussi bien du théâtre d'inspiration « bretonne » que des spectacles à destination d'un public scolaire.

## Jean Moign
Jean Moign (1922-2014) est le frère de Pierre-Yves Moign, tous deux sont issus d'un milieu attentif à la "chose culturelle". Il écrit des pièces de théâtre dès l'âge de 12 ans.

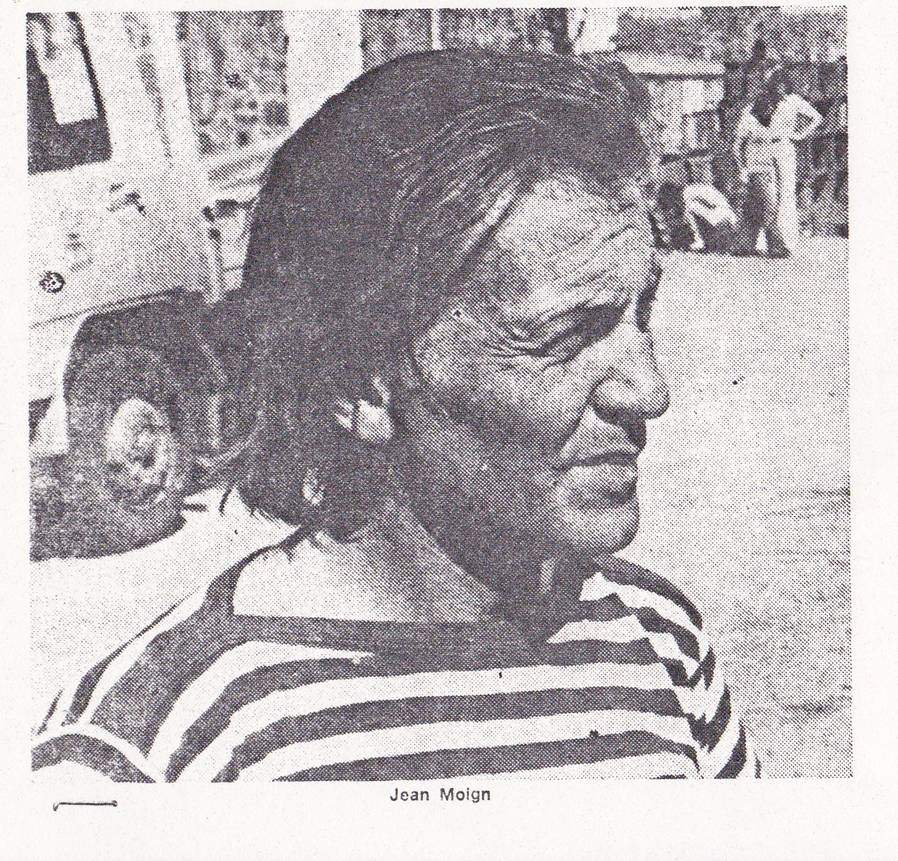
Jean Moign

Il entre en 1942 dans l'école de Charles Dullin. L'esprit de son enseignement sera d'ailleurs reconnaissable dans les mises en scène ultérieures de Jean Moign (sobriété, utilisation du mime...) de même que son intérêt pour un véritable théâtre populaire (en direction d'un vaste public).
Il incorpore dans les années 1940 une troupe belge qui écrit et monte des spectacles pour la jeunesse. À la fin de la guerre, il incorpore la troupe d'Étienne Decroux et jouera avec Marcel Marceau au Piccolo Teatro di Milano.
En 1948, il fait du cabaret à Paris avec son épouse Florence Luchaire, et côtoiera Georges Brassens, Patachou et Raymond Devos.
Au début des années 1960, il commence à s'intéresser à ses racines bretonnes et adapte des pièces bretonnes qui seront jouées dans de nombreux festivals de la région. Il crée à cet effet le Théâtre populaire de Bretagne.
Parallèlement, il monte une structure de théâtre "scolaire" pour présenter des auteurs classiques en destination de la jeunesse. Il militera successivement au MOB puis à l'UDB.

## Histoire du Théâtre populaire de Bretagne
En 1963, Jean Moign adapte la pièce bretonne Gurvan de Tanguy Malmanche. 
Cette pièce, connue des bretonnants, est considérée comme injouable. C'est toutefois une gageure réussie, puisque le spectacle tournera dans toute la région avec un grand succès. Outre Jean Moign, Jacques Boudet, Danielle Collet, Robert Durier et Anne Morot-Gir entre autres participent à l'aventure.
Elle sera créée au festival de Locronan
En 1964, la troupe monte Noménoé Oé de Jakez Riou au festival de Josselin dans une scénographie de Mario Franceschi.
À partir de cette date, le TPB s'orientera vers le théâtre en destination des scolaires, en présentant chaque saison deux créations : plus de 100 représentations par spectacle et environ 80000 spectateurs par an.

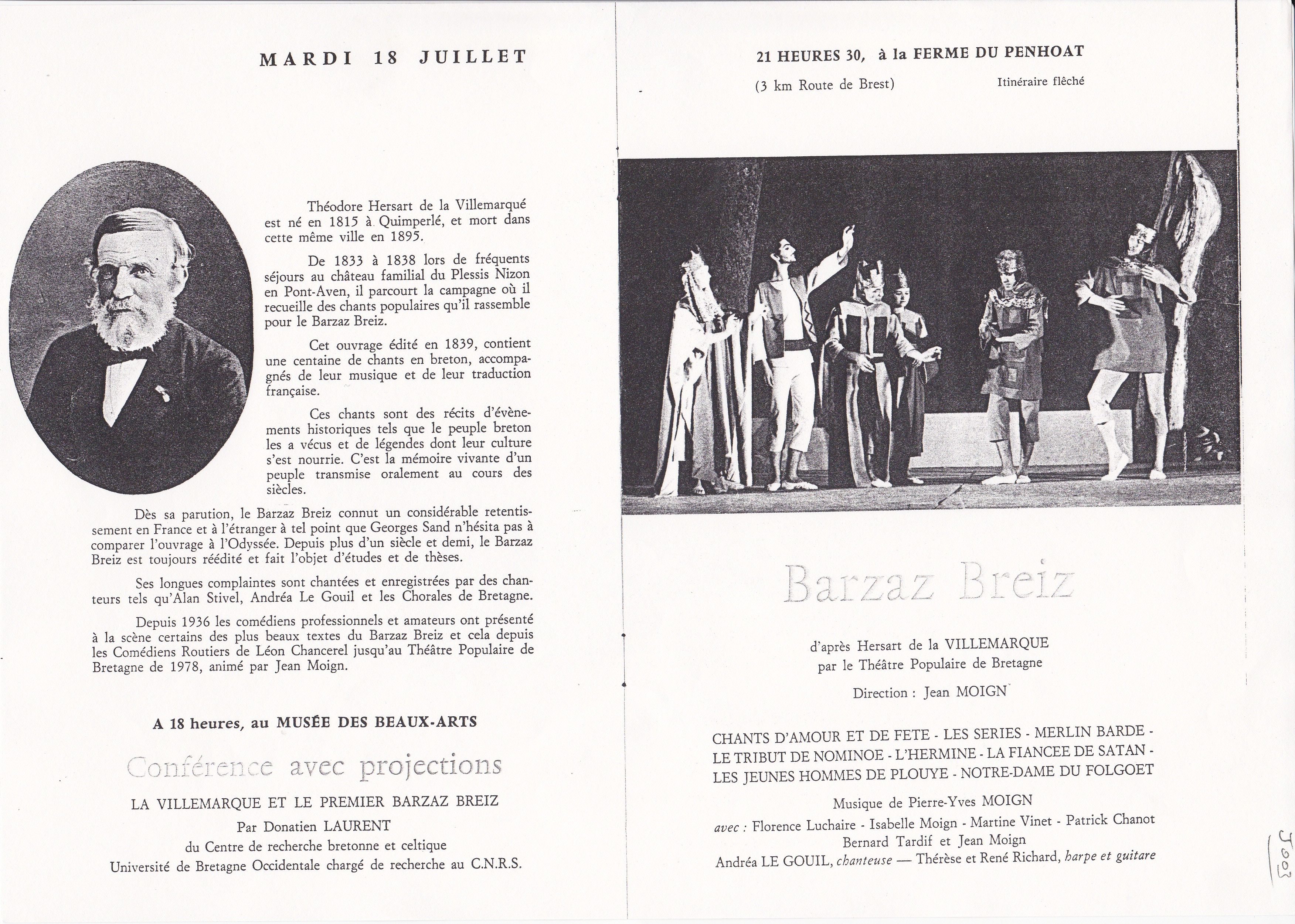
1978 festival de Cornouailles Quimper - barzaz breiz

Dans les années 1970 et 1980, la troupe se produira dans toutes les villes de Bretagne, grandes ou moyennes, et présentera au public des lycées et collèges plus d'une vingtaine d'œuvres classiques comme Le Mariage de Figaro, L'Avare, Georges Dandin, Le Malade imaginaire ou Le Bourgeois gentilhomme, mais aussi des adaptations d'auteurs comme Jean de La Fontaine, Jacques Prévert, le Roman de Renart, Une histoire du théâtre, et ce qui sera un grand succès en 1979, Jules Verne ou le Triomphe de l'imagination.

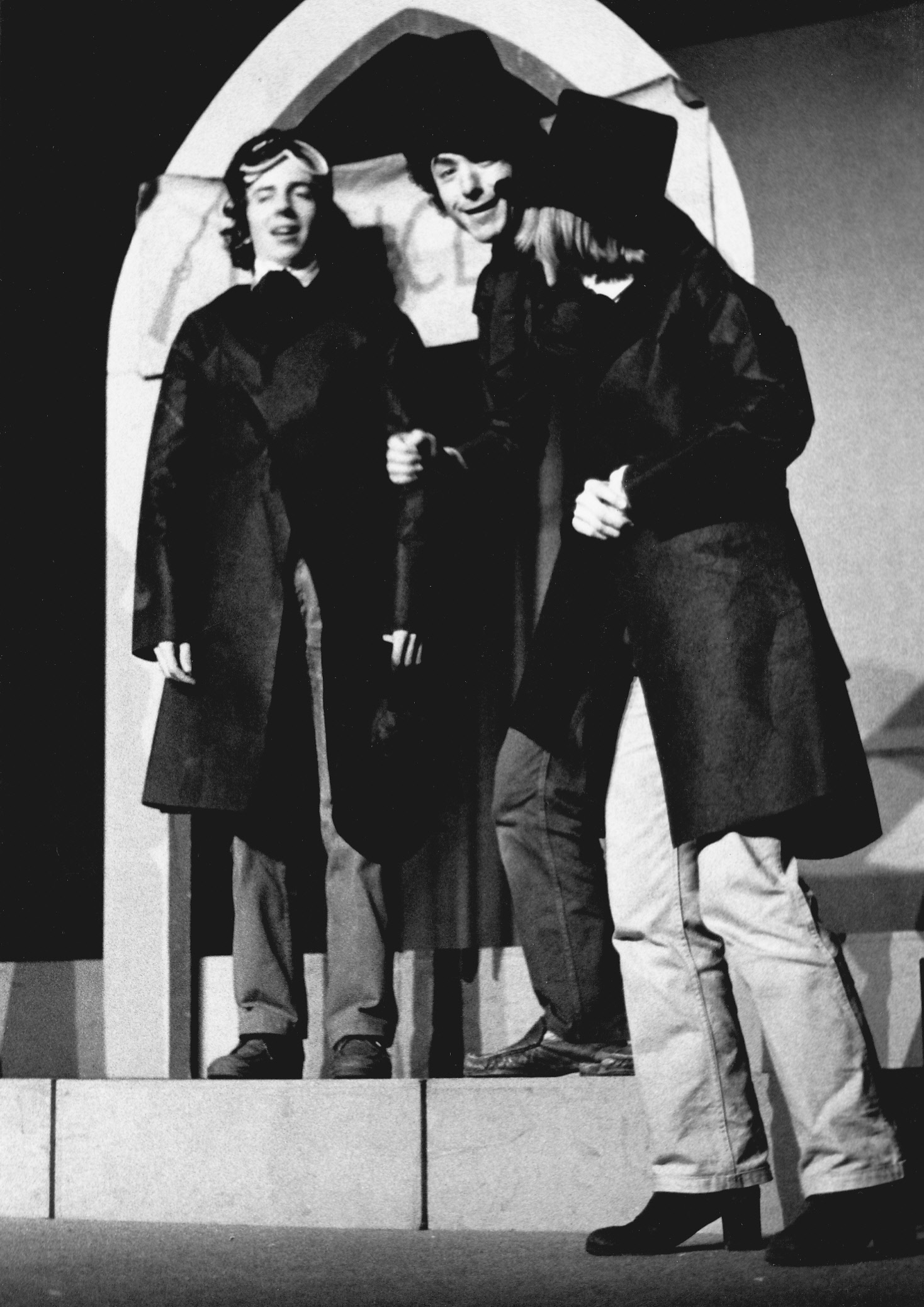
1979 spectacle Jules Verne

Dans le domaine du théâtre breton, Jean Moign adapte en 1978 quelques chants du barzaz breizh de Hersart de la Villemarqué et ce spectacle sera produit dans de nombreux festivals dont le Festival de Cornouaille de Quimper.
Fort de ce succès, en 1980, le TPB monte une salle à Paris dans le quartier Montmartre : le Théâtre d'arts celtiques. Mais cette tentative de salle de théâtre breton échouera, malgré plusieurs saisons et une demi-douzaine de créations. En 1982, Jean Moign écrit un spectacle sur le cycle arthurien et la Table ronde : Appelez-moi Arthur.
En 1987, ce sera Lucrèce Borgia de Victor Hugo dans une scénographie de Isabelle Huchet.
Le Théâtre populaire de Bretagne, dont le siège était à Saint-Brieuc, s'arrêtera vers cette époque.

## Principaux comédiens
Parmi les nombreux comédiens qui ont participé aux différentes époques de la troupe, on peut citer :
- Florence Luchaire, l'épouse de Jean Moign
- Isabelle Moign et Azilis Moign, ses filles L'Avare de Molière par la troupe du TPB, Patrice Fay, Christine Moneger, Paul Hébert, Yannick Vidiani, Martine Vinet et Patrick Chanot

mais aussi 
- Henri Rocca

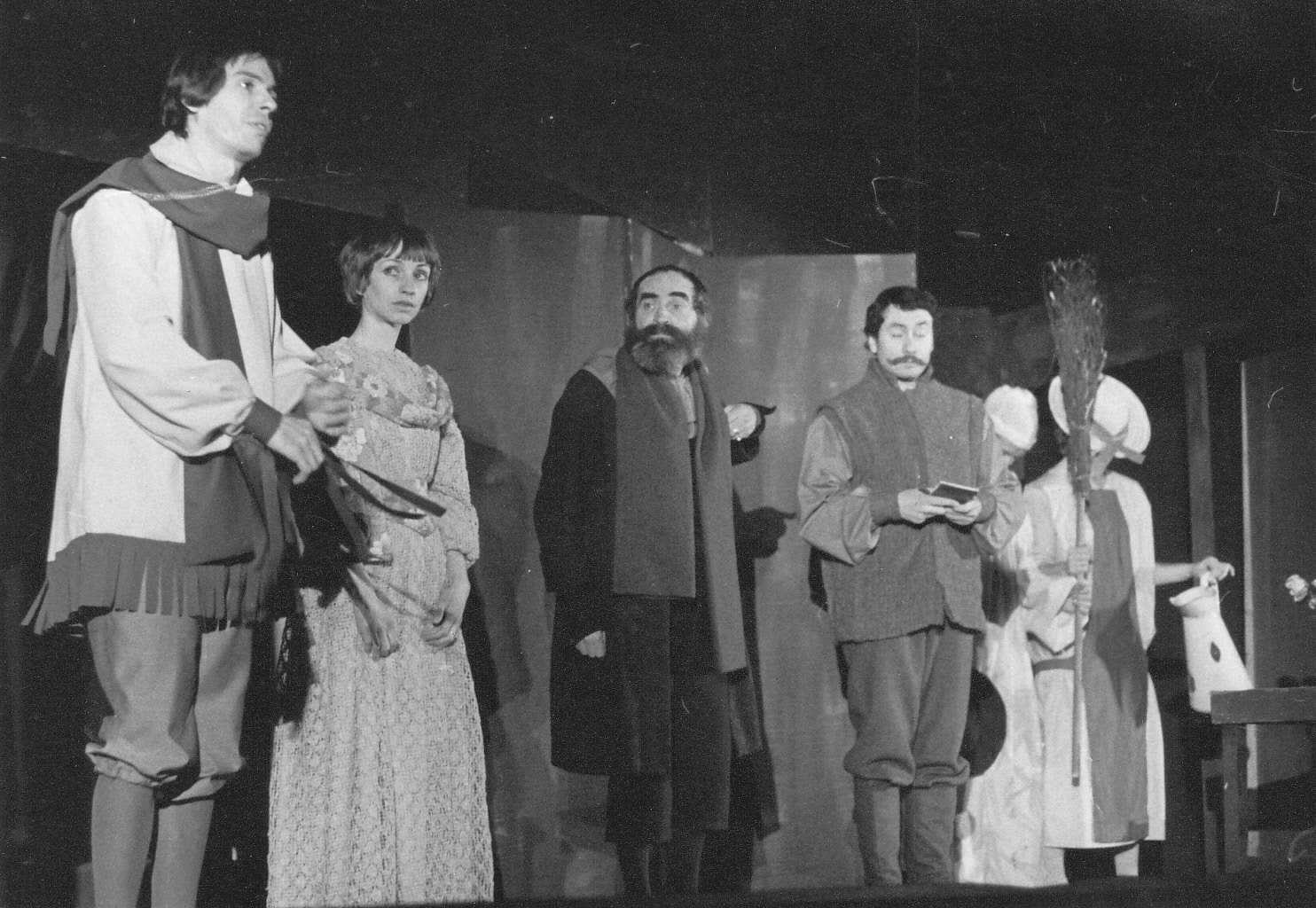
L'Avare de Molière par la troupe du TPB, Patrice Fay, Christine Moneger, Paul Hébert, Yannick Vidiani, Martine Vinet et Patrick Chanot

- la future journaliste Elisabeth Antébi
- Jean-Jacques Le Vessier
- Bernard Tardif, connu aussi comme chanteur country sous le nom de Tex Bernie
- Frédéric Bouraly
- Martine Vinet
- Pierre Mairesse
- Christine Moneger
- Paul Hébert
- Jean Reney
- Jacques Rodriguez
- Jean-Marie Nadaud
- Emmanuel Gallot-Lavallée, qui a monté une école du clown en Italie
- Patrick Chanot, qui sera administrateur de la troupe entre 1978 et 1980 avant de fonder le Théâtre du Noroît à Saint-Brieuc
- Anne Heybel
- Jacques Fontan
- Jean-Louis Soumagnas, plus connu comme chanteur d'opéra
- Yves Grenier
- Patrice Fay qui fondera le Théâtre de l'Épi d'Or à Montmorency.